# در تاریکی
در تاریکی (لهستانی: W ciemności) یک فیلم درام جنگی به کارگردانی آگنیشکا هولاند است که در سال ۲۰۱۱ منتشر شد.
این فیلم داستانی واقعی را در دوران اشغال لهستان به دستِ آلمان نازی روایت می‌کند. یکی از کارگران فاضلاب شهر لویو (که آن زمان جزئی از خاک لهستان بود) تعدادی از یهودیان شهر را در راه‌آب فاضلاب برای مدتی پناه می‌دهد و برایشان غذا و آب می‌برد.
در تاریکی توانست در هشتاد و چهارمین دوره جوایز اسکار برای دریافتِ جایزه اسکار بهترین فیلم بین‌المللی نامزد شود.

## گزیدهٔ بازیگران
- روبرت وینتسکیویچ
- کینگا پرایس
- آگنیشکا گروخوفسکا
- ماریا شرادر
- هربرت کنوپ
- مارچین بوساک
- بنو فورمان
- یولیا کیوفسکا
- ایرنئوش چوپ
- یولیا کیوفسکا
- ورونیکا روساتی
- پیوتر گوئوواتسکی
- میخاو ژورافسکی
- مایا بوخوشیه‌ویچ
- آندژی ماستالِـش
- اِتل شیتس
- ماریا سماتیوک
- پیوتر نواک